# スクレ市 (ミランダ州)

ミランダ州におけるスクレ市の位置

スクレ市（スクレし、Municipio Sucre）は、ベネズエラのミランダ州北部、カラカスの北東部にある市である。市庁所在地はペタレ。面積164km²、2001年調査による人口は54万6766人。名は南米独立戦争の軍人・政治家アントニオ・ホセ・デ・スクレにちなむ。

## 地理
カラカス盆地の東にある。北部はアビラ山が占める。残りのうち、西部がカラカス盆地の東端で、東部はところどころに狭い平地をはさむ丘陵地である。市の西からグアイレ川が入り、ペタレ付近で南に曲がって、エル・アティージョ市との境にいたり、そこからまた西に流れる。
市の西の端、パルケ・デル・エステ駅近くには近代的なビルが立ち並ぶ。平地の西側に中産階級の住む住宅地、東側の平地に中産階級の住む高層住宅、丘陵地に人民居住区（バリオ）が広がる。
カラカスの西には、リベルタドル市に属するスクレ区がある。盆地の東の端にスクレ市、西の端にスクレ区という配置はまぎらわしいが、どちらも比較的新しい行政上の地名で、元々はペタレ、カティアという町であった。
- 山: アビラ山。
- 川: グアイレ川、セブカン沢、アグアデマイス沢、トコメ川、カウリマエ川、グランデ川。

### 隣接する市
- ミランダ州: チャカオ市、バルタ市、エルアティジョ市、プラサ市、パスカスティジョ市。
- バルガス州: バルガス市。

### 構成する区
以下の5区がある。
- カウカグイタ区 - カウカグイタ
- フィラス・デ・マリーチェ区 - フィラス・デ・マリーチェ
- ペタレ区 - ペタレ
- ラ・ドロリータ区 - ラ・ドロリータ
- レオンシオ・マルティネス区 - ロス・ドス・カミーノス

## 歴史
かつてはスクレ郡に属した。東のペタレ市と西のレオンシオ・マルティネス市が合併して成立した。市役所はペタレ市のものを継承してペタレのスクレ広場前にある。

## 行政
2006年現在の市長は、ホセ・ビセンテ・ランヘル・バレ。

## 交通

### 地下鉄
- カラカス地下鉄一号線: パルケ・デル・エステ駅 - ロスコルティホス駅 - ラカリフォルニア駅 - ペターレ駅 - パロ・ベルデ駅

### 自動車道
- フランシスコファハルド自動車道: 東西に走る幹線道路
- ボジャカ通り: カラカス盆地の北の端を東西に走る自動車道。

## 観光・名所・施設
- アビラ山
- ロムロベタンクール国立東公園
- 運輸博物館
- フランシスコデミランダ空軍基地